# Talang Padang Tinggi
Talang Padang Tinggi is een bestuurslaag in het regentschap Lahat van de provincie Zuid-Sumatra, Indonesië. Talang Padang Tinggi telt 493 inwoners (volkstelling 2010).